# Sindromul nervos al înaltelor presiuni
Sindromul nervos al înaltelor presiuni (S.N.I.P.), (engleză: High Pressure Nervous Syndrome - HPNS) definește simptomele pe care le au scafandri atunci când respiră un amestec respirator heliu-oxigen (Heliox) în timpul scufundărilor la mare adâncime.

Simptomele sunt produse ca urmare a unei viteze prea mari de compresie (presurizare) sau respirare un timp îndelungat de amestec Heliox la adâncimi mai mari de 150 m.
Sindromul a fost descris pentru prima dată în anul 1965 de către fiziologul Peter B.Benett de la Royal Navy, iar termenul de S.N.I.P. a fost introdus de R. W. Brauer și Xavier Fructus pentru a descrie simptomele apărute la scafandri în timpul derulării programului Physalis III la adâncimea de 360 m.

## Simptome
În general S.N.I.P. afectează sistemul nervos central, simptomele fiind tulburări neuromusculare și ale funcțiilor cerebrale.
Simptomele S.N.I.P. se manifestă prin:
- tulburări motorii: tremur și dismetrie, imprecizie și necoordonare a gesturilor, pierderea echilibrului
- scăderea nivelului de vigilență, tendințe spre dezinteres, încetinire mintală și somnolență
- modificări electroencefalografice

Pentru ameliorarea S.N.I.P. se pot utiliza mai multe metode:
- reducerea vitezelor de compresie (presurizare) a scafandrilor și efectuarea de paliere de acomodare la diferite adâncimi
- creșterea ușoară a presiunii parțiale a oxigenului în amestecul respirator
- injectarea în amestecul repirator heliu-oxigen de azot (5...20%), hidrogen, sau neon.

## Putere narcotică
Toate gazele neutre au o putere narcotică (PN) apropiată de aceea a gazelor anestezice (protoxidul de azot-N2O), care este funcție de solubilitatea lor în grăsimi raportată la solubilitatea lor în apă (coeficientul Mayer-Overton) și de densitatea lor.

Deși este cel mai ușor gaz dintre gazele utilizate ca diluant pentru oxigen, hidrogenul este mai narcotic ca heliul care este de două ori mai greu. 

Heliul are o putere narcotică cunoscută ca foarte slabă, dar care este perfect perceptibilă la adâncimi foarte mari.
În tabel se prezintă scara puterilor narcotice PN a gazelor neutre în funcție de puterea narcotică a azotului care are valoarea 1.
| Gaz | He   | Ne  | H2   | N2 | Ar  | Kr | N2O  | Xe   |
| PN  | 0,07 | 0,2 | 0,26 | 1  | 1,7 | 10 | 28,1 | 34,5 |